# I liga argentyńska w piłce nożnej (1972)
W sezonie 1972 rozegrano dwa turnieje mistrzowskie – stołeczny Campeonato Metropolitano i ogólnokrajowy Campeonato Nacional.
Mistrzem Argentyny Metropolitano w sezonie 1972 został San Lorenzo de Almagro, a wicemistrzem Argentyny Metropolitano został klub Racing Club de Avellaneda.
Mistrzem Argentyny Nacional w sezonie 1972 został klub San Lorenzo de Almagro, a wicemistrzem Argentyny Nacional – klub River Plate.
Do Copa Libertadores 1973 zakwalifikowały się dwa kluby:
- San Lorenzo de Almagro (mistrz Argentyny Metropolitano i Nacional)
- River Plate (wicemistrz Argentyny Nacional)

## Campeonato Metropolitano 1972
Mistrzem Argentyny Metropolitano w sezonie 1972 został klub San Lorenzo de Almagro, natomiast wicemistrzem Argentyny Metropolitano – Racing Club de Avellaneda. Sześć ostatnich klubów w tabeli rozegrało turniej Reclasificatorio. Dwa najgorsze kluby tego turnieju Club Atlético Lanús i CA Banfield spadły do drugiej ligi. Na ich miejsce awansował tylko jeden klub – CA All Boys. W ten sposób pierwsza liga została zmniejszona z 18 do 17 klubów.

### Kolejka 1
| Data           | Mecz |
| -------------- | --- |
| 25 lutego 1972 | Estudiantes La Plata – Atlanta Buenos Aires 2:0 Juan R. Verón, Luis M. Carregado                                          |
| 27 lutego 1972 | San Lorenzo de Almagro – Independiente 3:2 Rodolfo Fischer (2), Carlos Veglio - Manuel Magán, José O. Pastoriza           |
| 27 lutego 1972 | Ferro Carril Oeste – Boca Juniors 0:5 Hugo Curioni (2), Ignacio Peña, Osvaldo Potente, Rubén Galletti                     |
| 27 lutego 1972 | River Plate – CA Vélez Sarsfield 5:3 Oscar Más (2), Norberto Alonso (3, 1k) - Carlos Bianchi, Alberto Ríos, Ermindo Onega |
| 27 lutego 1972 | Racing Club de Avellaneda – CA Huracán 3:2 Juan C. Cárdenas (2), Osvaldo Lamelza - Miguel Brindisi (2, 2k)                |
| 27 lutego 1972 | Newell’s Old Boys – Rosario Central 1:0 Mario Mendoza                                                                     |
| 27 lutego 1972 | CA Banfield – Argentinos Juniors 1:0 Hugo Mateos (k)                                                                      |
| 27 lutego 1972 | CA Colón – Club Atlético Lanús 2:0 Humberto Zuccarelli, Carlos L. Zibecchi                                                |
| 27 lutego 1972 | Chacarita Juniors – Gimnasia y Esgrima La Plata 2:0 Carlos M. García Cambón, Jorge Buzzo (k)                              |

### Kolejka 2
| Data         | Mecz |
| ------------ | --- |
| 3 marca 1972 | Boca Juniors – Newell’s Old Boys 1:1 Aldo V. Villagra - Oscar M. Cáceres                                                                                |
| 5 marca 1972 | Gimnasia y Esgrima La Plata – San Lorenzo de Almagro 0:1 Carlos Veglio                                                                                  |
| 5 marca 1972 | Rosario Central – River Plate 4:0 Aldo P. Poy (2), Ángel Landucci, Ramón Bóveda                                                                         |
| 5 marca 1972 | CA Vélez Sarsfield – Racing Club de Avellaneda 3:3 Luis Gallo, Marcial Palavecino, Miguel Benito - Osvaldo Lamelza, Enrique Wolff (k), Juan C. Cárdenas |
| 5 marca 1972 | Independiente – Ferro Carril Oeste 3:1 Ricardo Pavoni, Manuel Magán, Carlos A. Bulla - Pedro A. Gallina                                                 |
| 5 marca 1972 | CA Huracán – Estudiantes La Plata 3:1 Omar Larrosa, Miguel Brindisi, Alfio Basile - Juan R. Verón                                                       |
| 5 marca 1972 | Atlanta Buenos Aires – Club Atlético Lanús 0:2 Juan C. Santiago, Juan C. Rojas                                                                          |
| 5 marca 1972 | Argentinos Juniors – Chacarita Juniors 0:0 |
| 5 marca 1972 | CA Banfield – CA Colón 0:3 Humberto Zuccarelli (2, 1k), Carlos Trullet                                                                                  |

### Kolejka 3
| Data          | Mecz |
| ------------- | --- |
| 10 marca 1972 | San Lorenzo de Almagro – Argentinos Juniors 1:2 Rodolfo Fischer - Horacio R. Cordero, Eduardo Cicarello                      |
| 12 marca 1972 | River Plate – Boca Juniors 0:4 Ramón Ponce (2), Hugo Curioni (2)                                                             |
| 12 marca 1972 | Newell’s Old Boys – Independiente 5:4 Oscar M. Cáceres (2), Mario Mendoza (3) - Eduardo Maglioni (2), Manuel Magán (2)       |
| 12 marca 1972 | Racing Club de Avellaneda – Rosario Central 2:0 Osvaldo Lamelza, Enrique Wolff (k)                                           |
| 12 marca 1972 | Ferro Carril Oeste – Gimnasia y Esgrima La Plata 2:1 Osvaldo Sosa, Carlos A. Vidal - Héctor Pignani                          |
| 12 marca 1972 | Chacarita Juniors – CA Banfield 2:1 Jorge Buzzo (k), Franco Frassoldati - Juan Taverna                                       |
| 12 marca 1972 | CA Colón – Atlanta Buenos Aires 2:1 José L. Córdoba, Edgardo Di Meola - Horacio Ibáñez                                       |
| 12 marca 1972 | Estudiantes La Plata – CA Vélez Sarsfield 2:3 Juan R. Verón, Luis M. Carregado - Hector Bentrón, Carlos Bianchi (2)          |
| 12 marca 1972 | Club Atlético Lanús – CA Huracán 0:2 Roberto C. Cabral, Miguel Brindisi mecz rozegrany został na stadionie klubu CA Banfield |

### Kolejka 4
| Data          | Mecz |
| ------------- | --- |
| 15 marca 1972 | CA Banfield – San Lorenzo de Almagro 1:2 Juan Taverna - Rodolfo Fischer, Antonio García Ameijenda                                                 |
| 15 marca 1972 | Boca Juniors – Racing Club de Avellaneda 1:0 Osvaldo Potente                                                                                      |
| 15 marca 1972 | Independiente – River Plate 0:2 Ernesto Mastrángelo (2)                                                                                           |
| 15 marca 1972 | Gimnasia y Esgrima La Plata – Newell’s Old Boys 0:1 Oscar M. Cáceres                                                                              |
| 15 marca 1972 | Chacarita Juniors – CA Colón 2:1 Carlos M. García Cambón, Raúl Poncio - Humberto Zuccarelli (k)                                                   |
| 15 marca 1972 | CA Huracán – Atlanta Buenos Aires 2:3 Roberto C. Cabral, Daniel Buglione - Miguel A. Pecoraro (k), Alejandro Onnis, Horacio Ibáñez                |
| 15 marca 1972 | Argentinos Juniors – Ferro Carril Oeste 2:1 Rafael Moreno, Guillermo Quiroga - Ricardo Tartaglia                                                  |
| 15 marca 1972 | Rosario Central – Estudiantes La Plata 2:4 Ángel Landucci (k), Roberto Gramajo - Hugo Coscia (2), José Mesiano s, Rubén Bedogni                   |
| 16 marca 1972 | CA Vélez Sarsfield – Club Atlético Lanús 5:1 José B. Romero, Luis Oruezábal, Héctor Bentrón, Carlos Bianchi, Miguel Benito - Norberto Sicilia (k) |

### Kolejka 5
| Data          | Mecz |
| ------------- | --- |
| 17 marca 1972 | River Plate – Gimnasia y Esgrima La Plata 0:1 Eduardo Marasco                                                                          |
| 19 marca 1972 | San Lorenzo de Almagro – Chacarita Juniors 2:0 Rodolfo Fischer (2)                                                                     |
| 19 marca 1972 | Estudiantes La Plata – Boca Juniors 1:7 Rubén Pagnanini - Hugo Curioni (3), Osvaldo Potente (2), Miguel Nicolau (2, 2k)                |
| 19 marca 1972 | Racing Club de Avellaneda – Independiente 1:1 Juan C. Cárdenas - Enrique Cavoli                                                        |
| 19 marca 1972 | Ferro Carril Oeste – CA Banfield 2:2 Benito Valencia, César Lorea - Hugo Mateos, Rubén Flotta                                          |
| 19 marca 1972 | CA Colón – CA Huracán 2:1 Edgardo Di Meola, Carlos L. Zibecchi - Carlos Babington                                                      |
| 19 marca 1972 | Atlanta Buenos Aires – CA Vélez Sarsfield 1:2 Miguel A. Pecoraro (k) - Miguel Benito, Carlos Bianchi                                   |
| 19 marca 1972 | Newell’s Old Boys – Argentinos Juniors 2:4 Víctor H. Jara (k), Ángel Silva - Guillermo Quiroga, Horacio Cordero (2, 1k), Hugo Pena (k) |
| 19 marca 1972 | Club Atlético Lanús – Rosario Central 1:3 Luis García - Ángel Landucci (2, 1k), Ramón Bóveda                                           |

### Kolejka 6
| Data          | Mecz |
| ------------- | --- |
| 24 marca 1972 | CA Vélez Sarsfield – CA Huracán 2:2 Carlos Bianchi (2) - Omar Larrosa, Roque Avallay                                                      |
| 26 marca 1972 | San Lorenzo de Almagro – CA Colón 1:1 José F. Sanfilippo - Carlos Trullet                                                                 |
| 26 marca 1972 | Boca Juniors – Club Atlético Lanús 3:2 Miguel Nicolau (k), Hugo Curioni, Roberto Rogel - Néstor Barú, Silvio Marzolini s                  |
| 26 marca 1972 | Gimnasia y Esgrima La Plata – Racing Club de Avellaneda 2:2 Néstor Gómez, Walter Durso - Carlos Squeo, Osvaldo Lamelza                    |
| 26 marca 1972 | Argentinos Juniors – River Plate 1:1 Alberto Tardivo - Víctor Marchetti                                                                   |
| 26 marca 1972 | Independiente – Estudiantes La Plata 1:2 Eduardo Maglioni - Hugo Coscia (2, 1k)                                                           |
| 26 marca 1972 | Rosario Central – Atlanta Buenos Aires 3:0 Ángel Landucci (k), Sivio Fogel, Carlos A. Colman                                              |
| 26 marca 1972 | Chacarita Juniors – Ferro Carril Oeste 1:3 Franco Frassoldati - Rafael Moreno, Benito Valencia (k), Carlos A. Vidal                       |
| 26 marca 1972 | CA Banfield – Newell’s Old Boys 0:2 Oscar M. Cáceres, Miguel A. Papalardo mecz rozegrany został na stadionie klubu Los Andes Buenos Aires |

### Kolejka 7
| Data          | Mecz |
| ------------- | --- |
| 30 marca 1972 | Ferro Carril Oeste – San Lorenzo de Almagro 2:2 Benito Valencia (k), Carlos A. Vidal - José F. Sanfilippo (2) |
| 30 marca 1972 | Atlanta Buenos Aires – Boca Juniors 2:1 Miguel A. Pecoraro (k), Rubén Cano - Hugo Curioni                     |
| 30 marca 1972 | Racing Club de Avellaneda – Argentinos Juniors 1:1 Osvaldo Lamelza - Eduardo Cicarello                        |
| 30 marca 1972 | River Plate – CA Banfield 3:1 Ernesto Mastrángelo, Raúl Giustozzi, Oscar Más (k) - Jorge Domínguez            |
| 30 marca 1972 | Estudiantes La Plata – Gimnasia y Esgrima La Plata 0:0                                                        |
| 30 marca 1972 | Club Atlético Lanús – Independiente 1:0 Miguel A. Lencina                                                     |
| 30 marca 1972 | CA Colón – CA Vélez Sarsfield 1:3 José L. Córdoba - Carlos Bianchi (2), Miguel Benito                         |
| 30 marca 1972 | Newell’s Old Boys – Chacarita Juniors 3:1 Mario Mendoza, Oscar M. Cáceres, Víctor H. Jara - Jorge Buzzo (k)   |
| 30 marca 1972 | CA Huracán – Rosario Central 1:2 Miguel Brindisi (k) - Silvio Fogel, Ramón Bóveda                             |

### Kolejka 8
| Data            | Mecz |
| --------------- | --- |
| 2 kwietnia 1972 | San Lorenzo de Almagro – Newell’s Old Boys 2:2 José F. Sanfilippo, Rodolfo Fischer - Oscar M. Cáceres, Víctor H. Jara                                                 |
| 2 kwietnia 1972 | Boca Juniors – CA Huracán 2:2 Ramón Ponce, Carlos Pachamé - Roque Avallay, Miguel Brindisi (k)                                                                        |
| 2 kwietnia 1972 | Chacarita Juniors – River Plate 1:3 Carlos M. García Cambón - Oscar Más, Ernesto Mastrángelo (2)                                                                      |
| 2 kwietnia 1972 | CA Banfield – Racing Club de Avellaneda 0:1 Osvaldo Batocletti mecz rozegrany został na stadionie klubu Los Andes Buenos Aires                                        |
| 2 kwietnia 1972 | Independiente – Atlanta Buenos Aires 3:1 Agustín Balbuena (2), Eduardo Maglioni - Miguel A. Pecoraro (k)                                                              |
| 2 kwietnia 1972 | Ferro Carril Oeste – CA Colón 3:0 Carlos A. Vidal, Benito Valencia, Marcelo Moreno                                                                                    |
| 2 kwietnia 1972 | Rosario Central – CA Vélez Sarsfield 2:2 Aldo P. Poy (2) - Héctor Lamberti, Héctor Bentrón mecz rozegrany został na stadionie klubu Newell’s Old Boys                 |
| 2 kwietnia 1972 | Argentinos Juniors – Estudiantes La Plata 2:0 Rafael Moreno, Eduardo Cicarello                                                                                        |
| 2 kwietnia 1972 | Gimnasia y Esgrima La Plata – Club Atlético Lanús 4:2 José B. Leonardi (k), Néstor Gómez, Eduardo Marasco, Walter Durso - Norberto Sicilia (k), Alejandro Pérez Otero |

### Kolejka 9
| Data            | Mecz |
| --------------- | --- |
| 8 kwietnia 1972 | Racing Club de Avellaneda – Chacarita Juniors 1:1 Osvaldo Lamelza - José Carlos Andrade “Zezinho”                     |
| 9 kwietnia 1972 | River Plate – San Lorenzo de Almagro 0:4 Rodolfo Fischer (3), José F. Sanfilippo                                      |
| 9 kwietnia 1972 | CA Vélez Sarsfield – Boca Juniors 1:4 Carlos Bianchi - Enzo Ferrero (2), Ramón Ponce, Hugo Curioni                    |
| 9 kwietnia 1972 | CA Huracán – Independiente 1:1 Miguel Brindisi - Manuel Magán                                                         |
| 9 kwietnia 1972 | CA Colón – Rosario Central 1:0 José L. Córdoba                                                                        |
| 9 kwietnia 1972 | Atlanta Buenos Aires – Gimnasia y Esgrima La Plata 2:1 Rubén Cano, Jorge L. Vallejos - José B. Leonardi (k)           |
| 9 kwietnia 1972 | Estudiantes La Plata – CA Banfield 2:1 Daniel Romeo, Rubén Pagnanini - Hugo Mateos (k)                                |
| 9 kwietnia 1972 | Newell’s Old Boys – Ferro Carril Oeste 3:3 Mario Mendoza (2), Ángel Silva - César Lorea, Jorge Weber, Benito Valencia |
| 9 kwietnia 1972 | Club Atlético Lanús – Argentinos Juniors 1:2 Néstor Barú - Alberto Tardivo, Horacio Cordero                           |

### Kolejka 10
| Data             | Mecz |
| ---------------- | --- |
| 12 kwietnia 1972 | San Lorenzo de Almagro – Racing Club de Avellaneda 0:2 Daniel Onega, Osvaldo Batocletti                                                               |
| 12 kwietnia 1972 | Boca Juniors – Rosario Central 1:1 Roberto Rogel - Juan C. Heredia (syn)                                                                              |
| 12 kwietnia 1972 | Ferro Carril Oeste – River Plate 1:1 Benito Valencia - Oscar Más                                                                                      |
| 12 kwietnia 1972 | Independiente – CA Vélez Sarsfield 1:1 Manuel Magán - Ermindo Onega                                                                                   |
| 12 kwietnia 1972 | Argentinos Juniors – Atlanta Buenos Aires 0:1 Miguel A. Pecoraro (k)                                                                                  |
| 12 kwietnia 1972 | Chacarita Juniors – Estudiantes La Plata 2:0 Carlos A. Pandolfi, Carlos M. García Cambón                                                              |
| 12 kwietnia 1972 | Newell’s Old Boys – CA Colón 1:0 Ángel Silva |
| 12 kwietnia 1972 | CA Banfield – Club Atlético Lanús 1:1 Daniel P. Cantero - Ernesto Suárez według RSSSF mecz rozegrany został na stadionie klubu Los Andes Buenos Aires |
| 13 kwietnia 1972 | Gimnasia y Esgrima La Plata – CA Huracán 1:3 Eduardo Marasco - Roque Avallay, Miguel Brindisi (2)                                                     |

### Kolejka 11
| Data             | Mecz |
| ---------------- | --- |
| 14 kwietnia 1972 | Racing Club de Avellaneda – Ferro Carril Oeste 4:1 Osvaldo Lamelza (2), José M. Sánchez, Enrique Wolff (k) - Benito Valencia (k)     |
| 16 kwietnia 1972 | Estudiantes La Plata – San Lorenzo de Almagro 1:2 Hugo Coscia (k) - José F. Sanfilippo, Carlos Veglio                                |
| 16 kwietnia 1972 | CA Colón – Boca Juniors 1:0 Humberto Zuccarelli (k)                                                                                  |
| 16 kwietnia 1972 | Rosario Central – Independiente 6:0 Ángel Landucci (2, 2k), Aurelio Pascuttini, Roberto Gramajo (2), Juan C. Heredia (syn)           |
| 16 kwietnia 1972 | River Plate – Newell’s Old Boys 4:1 Néstor Scotta, Ernesto Mastrángelo, Oscar Más (2) - Mario Zanabria                               |
| 16 kwietnia 1972 | CA Huracán – Argentinos Juniors 3:1 Carlos Babington, Miguel Brindisi, Hugo Pena s - Rafael Moreno                                   |
| 16 kwietnia 1972 | CA Vélez Sarsfield – Gimnasia y Esgrima La Plata 2:3 Ermindo Onega, Carlos Bianchi (k) - Eduardo Marasco, Hugo Pedraza, Walter Durso |
| 16 kwietnia 1972 | Atlanta Buenos Aires – CA Banfield 0:1 Jorge Domínguez                                                                               |
| 16 kwietnia 1972 | Club Atlético Lanús – Chacarita Juniors 1:2 Orlando López - Jorge Buzzo, Carlos A. Pandolfi                                          |

### Kolejka 12
| Data             | Mecz |
| ---------------- | --- |
| 21 kwietnia 1972 | River Plate – CA Colón 4:0 Oscar Más (3), Carlos A. López                                                                                  |
| 23 kwietnia 1972 | San Lorenzo de Almagro – Club Atlético Lanús 1:0 Rodolfo Fischer                                                                           |
| 23 kwietnia 1972 | Independiente – Boca Juniors 1:0 José O. Pastoriza mecz rozegrany został na stadionie klubu Racing Club de Avellaneda                      |
| 23 kwietnia 1972 | Newell’s Old Boys – Racing Club de Avellaneda 3:2 Ángel Silva (2, 1k), Mario Mendoza - Juan C. Cárdenas (2)                                |
| 23 kwietnia 1972 | Argentinos Juniors – CA Vélez Sarsfield 1:1 Hugo Pena (k) - Héctor Lamberti                                                                |
| 23 kwietnia 1972 | Ferro Carril Oeste – Estudiantes La Plata 0:1 Victoriano Dominé                                                                            |
| 23 kwietnia 1972 | CA Banfield – CA Huracán 0:2 Roque Avallay (2) mecz rozegrany został na stadionie klubu Club Atlético Lanús                                |
| 23 kwietnia 1972 | Chacarita Juniors – Atlanta Buenos Aires 4:1 Carlos A. Pandolfi (3), Carlos M. García Cambón - Alejandro Onnis                             |
| 23 kwietnia 1972 | Gimnasia y Esgrima La Plata – Rosario Central 2:3 Walter Durso, José B. Leonardi (k) - Silvio Fogel, Ángel Landucci, Juan C. Heredia (syn) |

### Kolejka 13
| Data             | Mecz |
| ---------------- | --- |
| 28 kwietnia 1972 | Boca Juniors – Gimnasia y Esgrima La Plata 0:0                                                                           |
| 30 kwietnia 1972 | Atlanta Buenos Aires – San Lorenzo de Almagro 0:1 Antonio García Ameijenda                                               |
| 30 kwietnia 1972 | Racing Club de Avellaneda – River Plate 3:2 Juan C. Cárdenas, Enrique Wolff (k), Rubén Díaz - Norberto Alonso, Oscar Más |
| 30 kwietnia 1972 | CA Colón – Independiente 3:2 Humberto Zuccarelli (2, 1k), Roberto Sacconi - Carlos A. Bulla, Eduardo Maglioni            |
| 30 kwietnia 1972 | CA Vélez Sarsfield – CA Banfield 2:2 Miguel A. Reguera, Carlos Bianchi - Daniel P. Cantero, Abraham Amado                |
| 30 kwietnia 1972 | CA Huracán – Chacarita Juniors 2:2 Carlos Babington, Francisco Russo - Leonardo Recúpero, Carlos A. Pandolfi             |
| 30 kwietnia 1972 | Estudiantes La Plata – Newell’s Old Boys 2:0 Juan R. Verón (2, 1k)                                                       |
| 30 kwietnia 1972 | Rosario Central – Argentinos Juniors 1:1 Ángel Landucci - Guillermo Quiroga                                              |
| 30 kwietnia 1972 | Club Atlético Lanús – Ferro Carril Oeste 3:2 Néstor Barú, Juan C. Santiago, Juan C. Rojas - Osvaldo Sosa, Ricardo Pérez  |

### Kolejka 14
| Data        | Mecz |
| ----------- | --- |
| 5 maja 1972 | River Plate – Estudiantes La Plata 1:2 Oscar Más - Camilo Aguilar, Luis M. Carregado                                              |
| 7 maja 1972 | San Lorenzo de Almagro – CA Huracán 2:2 Rubén H. Ayala (2) - Miguel Brindisi, Carlos Babington                                    |
| 7 maja 1972 | Argentinos Juniors – Boca Juniors 0:2 Osvaldo Potente, Hugo Curioni mecz rozegrany został na stadionie klubu Atlanta Buenos Aires |
| 7 maja 1972 | Gimnasia y Esgrima La Plata – Independiente 0:1 Dante Mírcoli                                                                     |
| 7 maja 1972 | Ferro Carril Oeste – Atlanta Buenos Aires 2:2 Carlos A. Vidal, Benito Valencia - Osvaldo Cerqueiro, Héctor Candau                 |
| 7 maja 1972 | Racing Club de Avellaneda – CA Colón 2:2 Osvaldo Lamelza (2) - Daniel Borgna, Ernesto J. Álvarez                                  |
| 7 maja 1972 | CA Banfield – Rosario Central 2:0 Daniel P. Cantero (2) mecz rozegrany został na stadionie klubu Club Atlético Lanús              |
| 7 maja 1972 | Chacarita Juniors – CA Vélez Sarsfield 2:2 Carlos A. Pandolfi, Rodolfo Fucceneco - Ermindo Onega, Miguel A. Reguera               |
| 7 maja 1972 | Newell’s Old Boys – Club Atlético Lanús 1:0 Héctor J. Martínez                                                                    |

### Kolejka 15
| Data         | Mecz |
| ------------ | --- |
| 12 maja 1972 | Independiente – Argentinos Juniors 0:0                                                                                   |
| 14 maja 1972 | CA Vélez Sarsfield – San Lorenzo de Almagro 1:1 Miguel Benito - Héctor Scotta                                            |
| 14 maja 1972 | Boca Juniors – CA Banfield 0:0                                                                                           |
| 14 maja 1972 | Club Atlético Lanús – River Plate 2:3 Orlando López, Juan C. Santiago (k) - Ernesto Mastrángelo, Norberto Alonso (2, 2k) |
| 14 maja 1972 | Estudiantes La Plata – Racing Club de Avellaneda 0:0                                                                     |
| 14 maja 1972 | CA Huracán – Ferro Carril Oeste 2:1 Miguel Brindisi (k), Roque Avallay - Osvaldo Sosa                                    |
| 14 maja 1972 | CA Colón – Gimnasia y Esgrima La Plata 1:3 Humberto Zuccarelli (k) - Héctor Pignani (2), José B. Leonardi (k)            |
| 14 maja 1972 | Rosario Central – Chacarita Juniors 2:3 Ángel Landucci (2, 1k) - Horacio Neumann (2), Franco Frassoldati                 |
| 14 maja 1972 | Atlanta Buenos Aires – Newell’s Old Boys 1:1 Alejandro Onnis - Ángel Silva                                               |

### Kolejka 16
| Data         | Mecz |
| ------------ | --- |
| 19 maja 1972 | San Lorenzo de Almagro – Rosario Central 4:0 Juan J. Irigoyen, Roberto Telch, Rubén H. Ayala, Héctor Scotta                                                                                   |
| 21 maja 1972 | Chacarita Juniors – Boca Juniors 2:1 Carlos A. Pandolfi (2) - Hugo Curioni mecz rozegrany został na stadionie klubu CA Huracán                                                                |
| 21 maja 1972 | River Plate – Atlanta Buenos Aires 5:1 Norberto Alonso (2, 1k), Ernesto Mastrángelo, Juan J. López, Oscar Más - Osvaldo Cerqueiro (k)                                                         |
| 21 maja 1972 | CA Banfield – Independiente 3:3 Hugo Mateos (2, 2k), Alberto J. Benítez - Manuel Magán, Victor H. Palomba, Andrés Bertolotti (k) mecz rozegrany został na stadionie klubu Club Atlético Lanús |
| 21 maja 1972 | Racing Club de Avellaneda – Club Atlético Lanús 4:3 Juan C. Cárdenas (2), Daniel Onega, Enrique Wolff (k) - Juan C. Santiago (2), Néstor Barú                                                 |
| 21 maja 1972 | Ferro Carril Oeste – CA Vélez Sarsfield 0:1 Miguel Benito (k) |
| 21 maja 1972 | Estudiantes La Plata – CA Colón 2:2 Hugo Coscia, José H. Medina - Edgardo Di Meola, Humberto Zuccarelli (k)                                                                                   |
| 21 maja 1972 | Newell’s Old Boys – CA Huracán 2:2 Oscar M. Cáceres (2) - Carlos Babington, Miguel Brindisi (k)                                                                                               |
| 21 maja 1972 | Argentinos Juniors – Gimnasia y Esgrima La Plata 1:1 Hugo Pena - José B. Leonardi (k) |

### Kolejka 17
| Data         | Mecz |
| ------------ | --- |
| 26 maja 1972 | Independiente – Chacarita Juniors 1:1 Oscar P. Gómez s - Horacio Neumann                                                |
| 28 maja 1972 | Boca Juniors – San Lorenzo de Almagro 0:3 Héctor Scotta (2), Victorio Cocco                                             |
| 28 maja 1972 | CA Huracán – River Plate 1:1 Alfio Basile - Ernesto Mastrángelo                                                         |
| 28 maja 1972 | Atlanta Buenos Aires – Racing Club de Avellaneda 3:0 Osvaldo Cerqueiro (2), Horacio Ibáñez                              |
| 28 maja 1972 | CA Vélez Sarsfield – Newell’s Old Boys 2:0 Héctor Bentrón, Miguel Benito                                                |
| 28 maja 1972 | Rosario Central – Ferro Carril Oeste 2:2 Carlos A. Colman, Aurelio J. Pascuttini (k) - Osvaldo Sosa, Héctor Arregui (k) |
| 28 maja 1972 | Gimnasia y Esgrima La Plata – CA Banfield 2:0 José A. Luñiz, Ramón Zanabria                                             |
| 28 maja 1972 | CA Colón – Argentinos Juniors 1:0 Carlos Trullet                                                                        |
| 28 maja 1972 | Club Atlético Lanús – Estudiantes La Plata 1:2 Orlando López - Miguel A. Giachello, Juan R. Verón                       |

### Kolejka 18
| Data           | Mecz |
| -------------- | --- |
| 2 czerwca 1972 | Boca Juniors – Ferro Carril Oeste 0:0                                                                              |
| 4 czerwca 1972 | Independiente – San Lorenzo de Almagro 1:1 Ricardo Pavoni (k) - Rubén H. Ayala (k)                                 |
| 4 czerwca 1972 | CA Vélez Sarsfield – River Plate 2:3 Adolfo Mecca (2) - Jorge Ghiso, Joaquín P. Martínez, Néstor Scotta            |
| 4 czerwca 1972 | CA Huracán – Racing Club de Avellaneda 1:1 Carlos Babington - Jorge Kaliszuk                                       |
| 4 czerwca 1972 | Argentinos Juniors – CA Banfield 5:1 Carlos A. Caputo (3, 2k), Rafael Zuviría, Eduardo Cicarello - Hugo Mateos (k) |
| 4 czerwca 1972 | Gimnasia y Esgrima La Plata – Chacarita Juniors 1:0 Walter Durso                                                   |
| 4 czerwca 1972 | Atlanta Buenos Aires – Estudiantes La Plata 2:0 Alejandro Onnis, Horacio Ibáñez                                    |
| 4 czerwca 1972 | Rosario Central – Newell’s Old Boys 0:0                                                                            |
| 4 czerwca 1972 | Club Atlético Lanús – CA Colón 1:1 Juan C. Santiago - Edgardo Di Meola                                             |

### Kolejka 19
| Data            | Mecz |
| --------------- | --- |
| 9 czerwca 1972  | Estudiantes La Plata – CA Huracán 2:1 Rubén Bedogni, Camilo Aguilar - Roque Avallay                                                        |
| 11 czerwca 1972 | San Lorenzo de Almagro – Gimnasia y Esgrima La Plata 4:1 Enrique Chazarreta, Carlos Veglio, Rubén H. Ayala, Victorio Cocco - Hugo Gottfrit |
| 11 czerwca 1972 | Newell’s Old Boys – Boca Juniors 4:1 Santiago Santamaría, Miguel A. Papalardo, Oscar M. Cáceres, José O. Berta (k) - Rubén Suñé (k)        |
| 11 czerwca 1972 | Racing Club de Avellaneda – CA Vélez Sarsfield 0:3 Adolfo Mecca, Miguel A. Cottón, Héctor Bentrón                                          |
| 11 czerwca 1972 | River Plate – Rosario Central 1:0 Jorge Ghiso                                                                                              |
| 11 czerwca 1972 | Chacarita Juniors – Argentinos Juniors 1:1 José C. Andrade “Zezinho” - Horacio J. Rodríguez                                                |
| 11 czerwca 1972 | Ferro Carril Oeste – Independiente 0:1 Ricardo Pavoni (k)                                                                                  |
| 11 czerwca 1972 | CA Colón – CA Banfield 2:0 Ernesto J. Álvarez, Roberto Sacconi                                                                             |
| 11 czerwca 1972 | Club Atlético Lanús – Atlanta Buenos Aires 0:1 Horacio Ibáñez                                                                              |

### Kolejka 20
| Data            | Mecz |
| --------------- | --- |
| 18 czerwca 1972 | Argentinos Juniors – San Lorenzo de Almagro 0:1 Rubén H. Ayala (k)                                                                        |
| 18 czerwca 1972 | Boca Juniors – River Plate 2:2 Hugo Curioni, Osvaldo Potente - Joaquín P. Martínez, Néstor Scotta                                         |
| 18 czerwca 1972 | Independiente – Newell’s Old Boys 1:1 Agustín Balbuena - Mario Mendoza                                                                    |
| 18 czerwca 1972 | Rosario Central – Racing Club de Avellaneda 1:1 Carlos Aimar - Carlos Della Savia                                                         |
| 18 czerwca 1972 | CA Huracán – Club Atlético Lanús 4:3 Eduardo Quiroga (3), Omar Larrosa - Juan C. Santiago (3, 1k)                                         |
| 18 czerwca 1972 | CA Vélez Sarsfield – Estudiantes La Plata 2:0 Miguel A. Reguera, Adolfo Mecca mecz rozegrany został na stadionie klubu Ferro Carril Oeste |
| 18 czerwca 1972 | CA Banfield – Chacarita Juniors 0:0 mecz rozegrany został na stadionie klubu Club Atlético Lanús                                          |
| 18 czerwca 1972 | Atlanta Buenos Aires – CA Colón 2:2 Alejandro Onnis, Juan A. Gómez Voglino - Edgardo Di Meola (2)                                         |
| 18 czerwca 1972 | Gimnasia y Esgrima La Plata – Ferro Carril Oeste 1:1 José B. Leonardi - Jorge Weber                                                       |

### Kolejka 21
| Data            | Mecz |
| --------------- | --- |
| 24 czerwca 1972 | San Lorenzo de Almagro – CA Banfield 3:0 Victorio Cocco, Héctor Scotta, Rubén H. Ayala (k)                                                                     |
| 25 czerwca 1972 | Club Atlético Lanús – CA Vélez Sarsfield 0:0 |
| 25 czerwca 1972 | River Plate – Independiente 1:0 Juan J. López |
| 25 czerwca 1972 | Racing Club de Avellaneda – Boca Juniors 3:1 Roberto Rogel s, Juan C. Cárdenas (k), Osvaldo Lamelza (k) - Oscar V. Trossero                                    |
| 25 czerwca 1972 | Newell’s Old Boys – Gimnasia y Esgrima La Plata 1:1 Oscar M. Cáceres - Luis A. Roselli według RSSSF mecz rozegrany został na stadionie klubu Rosario Central   |
| 25 czerwca 1972 | Atlanta Buenos Aires – CA Huracán 1:4 Alejandro Onnis (k) - Carlos Babington (2), Omar Larrosa, Eduardo Quiroga                                                |
| 25 czerwca 1972 | Estudiantes La Plata – Rosario Central 1:1 Camilo Aguilar - Eduardo Solari                                                                                     |
| 25 czerwca 1972 | CA Colón – Chacarita Juniors 3:1 Carlos L. Zibecchi, César O. Brítez (2) - Héctor Martiarena                                                                   |
| 25 czerwca 1972 | Ferro Carril Oeste – Argentinos Juniors 4:3 Ricardo Pérez, Carlos A. Vidal, Jorge Weber, Eduardo Collado (k) - Eduardo Cicarello, Hugo Cordero, Rafael Zuviría |

### Kolejka 22
| Data         | Mecz |
| ------------ | --- |
| 7 lipca 1972 | CA Vélez Sarsfield – Atlanta Buenos Aires 3:1 Miguel A. Cottón, Miguel Benito, Adolfo Mecca - Alejandro Onnis mecz rozegrany został na stadionie klubu San Lorenzo de Almagro |
| 8 lipca 1972 | Chacarita Juniors – San Lorenzo de Almagro 1:1 Jorge Buzzo (k) - Carlos Veglio mecz rozegrany został na stadionie klubu CA Vélez Sarsfield                                    |
| 8 lipca 1972 | Gimnasia y Esgrima La Plata – River Plate 2:2 Hugo Pedraza, Ramón Zanabria - René Daulte (2)                                                                                  |
| 8 lipca 1972 | Independiente – Racing Club de Avellaneda 2:1 Víctor H. Palomba, Ricardo Pavoni - Juan C. Cárdenas (k)                                                                        |
| 8 lipca 1972 | Boca Juniors – Estudiantes La Plata 3:2 Ignacio Peña, Hugo Curioni, Ramón Ponce - Daniel Romeo, Francisco Galay                                                               |
| 8 lipca 1972 | CA Huracán – CA Colón 1:4 Roberto C. Cabral - Daniel Borgna (2), Carlos L. Zibecchi, Roberto Sacconi                                                                          |
| 8 lipca 1972 | Argentinos Juniors – Newell’s Old Boys 2:2 Alberto Tardivo, Hugo Pena - Ángel Silva, José Solórzano (k)                                                                       |
| 8 lipca 1972 | CA Banfield – Ferro Carril Oeste 2:1 Alberto J. Benítez, Oscar Haack - Ricardo Pérez mecz rozegrany został na stadionie klubu Club Atlético Lanús                             |
| 8 lipca 1972 | Rosario Central – Club Atlético Lanús 3:1 Rubén Rodríguez (2), Aldo P.Poy - Miguel A. Lencina                                                                                 |

### Kolejka 23
| Data          | Mecz                                                                                          |
| ------------- | --------------------------------------------------------------------------------------------- |
| 14 lipca 1972 | Atlanta Buenos Aires – Rosario Central 1:0 Julio Correa                                       |
| 16 lipca 1972 | CA Colón – San Lorenzo de Almagro 1:2 Daniel Borgna - Rubén H. Ayala, Carlos Veglio           |
| 16 lipca 1972 | Club Atlético Lanús – Boca Juniors 1:1 Osvaldo Piazza - Roberto Rogel                         |
| 16 lipca 1972 | River Plate – Argentinos Juniors 1:1 René Daulte - Carlos A. Caputo (k)                       |
| 16 lipca 1972 | Estudiantes La Plata – Independiente 1:0 Camilo Aguilar                                       |
| 16 lipca 1972 | CA Huracán – CA Vélez Sarsfield 0:1 Adolfo Mecca                                              |
| 16 lipca 1972 | Racing Club de Avellaneda – Gimnasia y Esgrima La Plata 1:1 Pablo Díaz - José B. Leonardi (k) |
| 16 lipca 1972 | Ferro Carril Oeste – Chacarita Juniors 0:1 Leonardo Recúpero                                  |
| 16 lipca 1972 | Newell’s Old Boys – CA Banfield 2:0 Ángel Silva, Santiago Santamaría                          |

### Kolejka 24
| Data          | Mecz |
| ------------- | --- |
| 21 lipca 1972 | Independiente – Club Atlético Lanús 2:1 Eduardo Maglioni, Víctor H. Palomba - Juan C. Santiago                                                                           |
| 23 lipca 1972 | San Lorenzo de Almagro – Ferro Carril Oeste 1:0 Rubén H. Ayala (k) |
| 23 lipca 1972 | CA Banfield – River Plate 2:1 Juan Taverna, Jorge Domínguez - Aníbal Cibeyra                                                                                             |
| 23 lipca 1972 | Boca Juniors – Atlanta Buenos Aires 3:1 Silvio Marzolini, Ignacio Peña, Rubén Peracca - Julio Correa (k)                                                                 |
| 23 lipca 1972 | Argentinos Juniors – Racing Club de Avellaneda 2:2 Carlos A. Caputo, Rubén Díaz s - Pablo Díaz, Carlos Squeo                                                             |
| 23 lipca 1972 | Chacarita Juniors – Newell’s Old Boys 3:0 Carlos M. García Cambón, Carlos A. Pandolfi (2)                                                                                |
| 23 lipca 1972 | CA Vélez Sarsfield – CA Colón 4:2 Miguel Benito (3), Ermindo Onega - Humberto Zuccarelli (k), Carlos Trullet mecz rozegrany został na stadionie klubu Ferro Carril Oeste |
| 23 lipca 1972 | Gimnasia y Esgrima La Plata – Estudiantes La Plata 1:2 Néstor Togneri s - Victoriano Dominé, Camilo Aguilar                                                              |
| 23 lipca 1972 | Rosario Central – CA Huracán 1:0 Rubén Rodríguez |

### Kolejka 25
| Data          | Mecz |
| ------------- | --- |
| 28 lipca 1972 | CA Vélez Sarsfield – Rosario Central 0:2 Hugo Zavagno, Ramón Bóveda                                                                     |
| 30 lipca 1972 | Newell’s Old Boys – San Lorenzo de Almagro 0:0                                                                                          |
| 30 lipca 1972 | River Plate – Chacarita Juniors 1:0 Carlos A. López                                                                                     |
| 30 lipca 1972 | CA Huracán – Boca Juniors 5:1 Miguel Brindisi (2, 1k), Roque Avallay (2), Eduardo Quiroga - Ramón Ponce (k)                             |
| 30 lipca 1972 | Racing Club de Avellaneda – CA Banfield 2:0 Enrique Wolff, Juan C. Cárdenas                                                             |
| 30 lipca 1972 | Atlanta Buenos Aires – Independiente 0:1 Carlos A. Bulla                                                                                |
| 30 lipca 1972 | Estudiantes La Plata – Argentinos Juniors 2:1 Rubén Bedogni (k), Camilo Aguilar - Eduardo Cicarello                                     |
| 30 lipca 1972 | CA Colón – Ferro Carril Oeste 1:1 Roberto Sacconi - Luis Papandrea                                                                      |
| 30 lipca 1972 | Club Atlético Lanús – Gimnasia y Esgrima La Plata 2:3 Juan C. Rojas, Pedro Kozak - Alberto Cardacci (k),Ángel Regina s, Eduardo Marasco |

### Kolejka 26
| Data            | Mecz |
| --------------- | --- |
| 4 sierpnia 1972 | Chacarita Juniors – Racing Club de Avellaneda 1:2 Carlos A. Pandolfi - Carlos Squeo, Jorge Buzzo s                                                               |
| 6 sierpnia 1972 | San Lorenzo de Almagro – River Plate 4:3 Victorio Cocco, Ramón Heredia, Héctor Scotta (k), Roberto Telch - Raúl Giustozzi, Norberto Alonso (k), Víctor Marchetti |
| 6 sierpnia 1972 | Boca Juniors – CA Vélez Sarsfield 0:0 |
| 6 sierpnia 1972 | Independiente – CA Huracán 1:1 Carlos A. Bulla - Roque Avallay                                                                                                   |
| 6 sierpnia 1972 | Ferro Carril Oeste – Newell’s Old Boys 0:1 Oscar M. Cáceres |
| 6 sierpnia 1972 | Rosario Central – CA Colón 2:0 Carlos Aimar, Rubén Rodríguez |
| 6 sierpnia 1972 | Gimnasia y Esgrima La Plata – Atlanta Buenos Aires 0:0 |
| 6 sierpnia 1972 | Argentinos Juniors – Club Atlético Lanús 8:0 Rafael Moreno (6, 1k), Hugo Pena, Aníbal Tortoriello                                                                |
| 6 sierpnia 1972 | CA Banfield – Estudiantes La Plata 0:2 Rubén Bedogni (2, 1k) |

### Kolejka 27
| Data             | Mecz |
| ---------------- | --- |
| 11 sierpnia 1972 | River Plate – Ferro Carril Oeste 3:0 Juan J. López, Norberto Alonso (2, 1k)                                       |
| 13 sierpnia 1972 | Racing Club de Avellaneda – San Lorenzo de Almagro 1:1 Carlos Squeo - Rubén H. Ayala (k)                          |
| 13 sierpnia 1972 | CA Vélez Sarsfield – Independiente 1:3 Carlos Bianchi - Eduardo Maglioni, Carlos A. Bulla, Ricardo Pavoni (k)     |
| 13 sierpnia 1972 | Atlanta Buenos Aires – Argentinos Juniors 1:0 Rubén Cano                                                          |
| 13 sierpnia 1972 | Rosario Central – Boca Juniors 1:0 Aldo P. Poy                                                                    |
| 13 sierpnia 1972 | CA Huracán – Gimnasia y Esgrima La Plata 3:1 Rubén C. Cabral, Miguel Brindisi (k), Enrique Ramírez - Walter Durso |
| 13 sierpnia 1972 | CA Colón – Newell’s Old Boys 3:0 José L. Córdoba, Daniel Borgna (2)                                               |
| 13 sierpnia 1972 | Estudiantes La Plata – Chacarita Juniors 0:1 Carlos M. García Cambón                                              |
| 13 sierpnia 1972 | Club Atlético Lanús – CA Banfield 0:1 Daniel P. Cantero                                                           |

### Kolejka 28
| Data             | Mecz |
| ---------------- | --- |
| 20 sierpnia 1972 | San Lorenzo de Almagro – Estudiantes La Plata 3:1 Ramón Heredia, Rubén H. Ayala, José F. Sanfilippo - Camilo Aguilar |
| 20 sierpnia 1972 | Newell’s Old Boys – River Plate 1:1 Oscar M. Cáceres (k) - Raúl Giustozzi                                            |
| 20 sierpnia 1972 | Boca Juniors – CA Colón 2:3 Hugo Curioni, Osvaldo Potente - José L. Córdoba, Daniel Borgna, César Brítez             |
| 20 sierpnia 1972 | Ferro Carril Oeste – Racing Club de Avellaneda 0:0                                                                   |
| 20 sierpnia 1972 | Independiente – Rosario Central 1:1 Ricardo Pavoni (k) - Aurelio Pascuttini (k)                                      |
| 20 sierpnia 1972 | Gimnasia y Esgrima La Plata – CA Vélez Sarsfield 2:1 Hugo Pedraza, José B. Leonardi (k) - Caros Bianchi              |
| 20 sierpnia 1972 | Argentinos Juniors – CA Huracán 2:2 Aníbal Tortoriello, Hugo Cordero - Roque Avallay, Roberto C. Cabral              |
| 20 sierpnia 1972 | CA Banfield – Atlanta Buenos Aires 0:1 Miguel A. Pecoraro (k)                                                        |
| 20 sierpnia 1972 | Chacarita Juniors – Club Atlético Lanús 1:1 Jorge Buzzo (k) - Alfredo Veira                                          |

### Kolejka 29
| Data             | Mecz |
| ---------------- | --- |
| 25 sierpnia 1972 | Racing Club de Avellaneda – Newell’s Old Boys 2:1 Daniel Onega, Enrique Wolff (k) - Víctor H. Jara (k)             |
| 27 sierpnia 1972 | Club Atlético Lanús – San Lorenzo de Almagro 2:2 Alfredo Veira, Néstor Barú - Rubén H. Ayala (2, 1k)               |
| 27 sierpnia 1972 | Rosario Central – Gimnasia y Esgrima La Plata 3:1 Carlos Aimar, Carlos A. Colman, Ángel Landucci - Luis A. Roselli |
| 27 sierpnia 1972 | Boca Juniors – Independiente 4:2 Ignacio Peña (2), Omar Galván, Ramón Ponce - Ricardo Pavoni (k), Dante Mírcoli    |
| 27 sierpnia 1972 | CA Vélez Sarsfield – Argentinos Juniors 1:0 Pedro Mastromauro                                                      |
| 27 sierpnia 1972 | Atlanta Buenos Aires – Chacarita Juniors 0:1 Horacio Neumann                                                       |
| 27 sierpnia 1972 | Estudiantes La Plata – Ferro Carril Oeste 0:0                                                                      |
| 27 sierpnia 1972 | CA Huracán – CA Banfield 1:0 Miguel Brindisi                                                                       |
| 30 sierpnia 1972 | CA Colón – River Plate 0:0                                                                                         |

### Kolejka 30
| Data            | Mecz |
| --------------- | --- |
| 1 września 1972 | San Lorenzo de Almagro – Atlanta Buenos Aires 1:1 (1:0) Widzowie: 7 486 Sędzia: Oscar Veiró. Bramki: 1:0 Roberto Telch 40, 1:1 Horacio René Ibáñez 89 Club Atlético San Lorenzo de Almagro: Roberto Jorge D'Alessandro – Ricardo Néstor Rezza, Antonio Rosl; Rubén Oscar Glaría, Roberto Telch, Ramón Armando Heredia, Enrique Salvador Chazarreta, Roberto Mario Espósito, Rubén Hugo Ayala, Victorio Nicolás Cocco, José Francisco Sanfilippo (65 Luciano Figueroa). Trener: Juan Carlos Lorenzo. Club Atlético Atlanta: Hugo Raúl Carballo – Miguel Ángel Pecoraro, Héctor Osvaldo López, Osvaldo Roberto Cortés, Julio Antonio Correa, Santiago Rico, Osvaldo Cerqueiro, Miguel Jesús (75 Aldo Fernando Rodríguez), Rubén Andrés Cano, Alejandro Juan Onnis, Horacio René Ibáñez (89 Ángel Roberto Ferreyra). Trener: Rodolfo Carlos Betinotti. |
| 3 września 1972 | River Plate – Racing Club de Avellaneda 1:1 Néstor Scotta - Pablo Zuccarini s |
| 3 września 1972 | Independiente – CA Colón 1:0 Andrés Bertolotti (k) |
| 3 września 1972 | Gimnasia y Esgrima La Plata – Boca Juniors 0:2 Nicolás Novello, Roberto Mouzo (k) |
| 3 września 1972 | Chacarita Juniors – CA Huracán 1:1 Franco Frassoldatti - Miguel Brindisi |
| 3 września 1972 | Newell’s Old Boys – Estudiantes La Plata 4:0 José L. Giusti (2), Mario Mendoza, Mario Zanabria |
| 3 września 1972 | Argentinos Juniors – Rosario Central 3:0 Carlos A. Caputo, Eduardo Cicarello (2) |
| 3 września 1972 | CA Banfield – CA Vélez Sarsfield 1:2 Jorge Domínguez - Carlos Bianchi, Miguel Benito |
| 3 września 1972 | Ferro Carril Oeste – Club Atlético Lanús 1:0 Héctor Arregui (k) |

### Kolejka 31
| Data             | Mecz |
| ---------------- | --- |
| 8 września 1972  | Boca Juniors – Argentinos Juniors 1:1 Rubén Peracca - Rafael Moreno                                                                     |
| 10 września 1972 | CA Huracán – San Lorenzo de Almagro 3:0 Miguel Brindisi, Roque Avallay (2)                                                              |
| 10 września 1972 | Estudiantes La Plata – River Plate 0:2 Néstor Scotta, José H. Medina s                                                                  |
| 10 września 1972 | Independiente – Gimnasia y Esgrima La Plata 4:1 Rubén González, Alejandro Semenewicz, Eduardo Maglioni, Hugo Saggioratto - Néstor Gómez |
| 10 września 1972 | CA Vélez Sarsfield – Chacarita Juniors 2:1 Carlos Bianchi, Luis Gallo - Carlos M. García Cambón                                         |
| 10 września 1972 | Rosario Central – CA Banfield 1:0 Rubén Rodríguez                                                                                       |
| 10 września 1972 | CA Colón – Racing Club de Avellaneda 1:3 Humberto Zuccarelli (k) - Enrique Wolff (k), Alberto Jorge, Daniel Onega                       |
| 10 września 1972 | Atlanta Buenos Aires – Ferro Carril Oeste 2:1 Horacio Ibáñez, Héctor Candau - César Lorea                                               |
| 10 września 1972 | Club Atlético Lanús – Newell’s Old Boys 0:1 Oscar M. Cáceres                                                                            |

### Kolejka 32
| Data             | Mecz |
| ---------------- | --- |
| 15 września 1972 | River Plate – Club Atlético Lanús 2:1 Ernesto Mastrángelo, Norberto Alonso (k) - Carlos López s                            |
| 17 września 1972 | San Lorenzo de Almagro – CA Vélez Sarsfield 1:0 Rubén H. Ayala                                                             |
| 17 września 1972 | Argentinos Juniors – Independiente 0:0                                                                                     |
| 17 września 1972 | CA Banfield – Boca Juniors 0:0                                                                                             |
| 17 września 1972 | Ferro Carril Oeste – CA Huracán 2:2 Gerónimo Saccardi, César Lorea - Roque Avallay, Miguel Brindisi                        |
| 17 września 1972 | Racing Club de Avellaneda – Estudiantes La Plata 1:0 Carlos A. Della Savia                                                 |
| 17 września 1972 | Gimnasia y Esgrima La Plata – CA Colón 2:2 Ramón Zanabria, José A. Luñiz - Ernesto J. Álvarez, Humberto Zuccarelli (k)     |
| 17 września 1972 | Chacarita Juniors – Rosario Central 1:1 Héctor Martiarena - Ángel Landucci                                                 |
| 17 września 1972 | Newell’s Old Boys – Atlanta Buenos Aires 0:4 Juan A. Gómez Voglino, Osvaldo Cerqueiro (k), Horacio Ibáñez, Alejandro Onnis |

### Kolejka 33
| Data             | Mecz |
| ---------------- | --- |
| 22 września 1972 | Independiente – CA Banfield 2:0 Dante Mírcoli, Agustín Balbuena                                                                                                   |
| 24 września 1972 | Rosario Central – San Lorenzo de Almagro 1:1 Carlos Aimar - Horacio Salinas                                                                                       |
| 24 września 1972 | Atlanta Buenos Aires – River Plate 4:4 Horacio Ibáñez, Juan A. Gómez Voglino (2), Osvaldo Cerqueiro (k) - Carlos Morete, Jorge Dominichi, Ernesto Mastrángelo (2) |
| 24 września 1972 | Boca Juniors – Chacarita Juniors 2:1 Enzo Ferrero, Hugo Curioni - José Carlos Andrade “Zezinho”                                                                   |
| 24 września 1972 | CA Huracán – Newell’s Old Boys 2:1 Roque Avallay, Miguel Brindisi (k) - Víctor H. Jara (k)                                                                        |
| 24 września 1972 | Club Atlético Lanús – Racing Club de Avellaneda 1:2 Norberto Sicilia (k) - Juan C. Cárdenas, Daniel Onega                                                         |
| 24 września 1972 | CA Colón – Estudiantes La Plata 3:2 Ernesto J. Álvarez, José L. Córdoba, César Brítez - Rubén Bedogni, Camilo Aguilar                                             |
| 24 września 1972 | CA Vélez Sarsfield – Ferro Carril Oeste 0:2 Pedro A. Gallina, Roberto C. Franco                                                                                   |
| 24 września 1972 | Gimnasia y Esgrima La Plata – Argentinos Juniors 0:2 Horacio Cordero, José Pekerman                                                                               |

### Kolejka 34
| Data                | Mecz |
| ------------------- | --- |
| 29 września 1972    | Racing Club de Avellaneda – Atlanta Buenos Aires 2:2 Daniel Onega, Enrique Wolff (k) - Julio Correa (k), Juan A. Gómez Voglino |
| 30 września 1972    | San Lorenzo de Almagro – Boca Juniors 1:1 José F. Sanfilippo - Carlos Pachamé                                                  |
| 30 września 1972    | River Plate – CA Huracán 1:2 Oscar Más - Roque Avallay (2)                                                                     |
| 1 października 1972 | Argentinos Juniors – CA Colón 3:0 Eduardo Cicarello, Rafael Moreno, Rafael Zuviría                                             |
| 1 października 1972 | Newell’s Old Boys – CA Vélez Sarsfield 1:1 Víctor H. Jara (k) - Ermindo Onega                                                  |
| 1 października 1972 | Chacarita Juniors – Independiente 3:1 Carlos A. Pandolfi, Carlos M. García Cambón, Héctor Martiarena - Oscar Doboletta         |
| 1 października 1972 | CA Banfield – Gimnasia y Esgrima La Plata 2:1 Jorge Domínguez, Hugo Mateos - Juan C. Arriaga                                   |
| 1 października 1972 | Estudiantes La Plata – Club Atlético Lanús 1:0 Rubén Pagnanini                                                                 |
| 1 października 1972 | Ferro Carril Oeste – Rosario Central 0:2 Roberto C. Franco, Silvio Fogel                                                       |

### Końcowa tabela Metropolitano 1972
| Poz | Klub                        | Mecze | Zw | Rem | Por | Pkt | BrZd | BrStr |
| --- | --------------------------- | ----- | -- | --- | --- | --- | ---- | ----- |
| 1   | San Lorenzo de Almagro      | 34    | 18 | 13  | 3   | 49  | 59   | 33    |
| 2   | Racing Club de Avellaneda   | 34    | 14 | 15  | 5   | 43  | 56   | 44    |
| 3   | CA Huracán                  | 34    | 14 | 12  | 8   | 40  | 66   | 49    |
| 4   | River Plate                 | 34    | 15 | 10  | 9   | 40  | 64   | 52    |
| 5   | CA Vélez Sarsfield          | 34    | 14 | 11  | 9   | 39  | 59   | 50    |
| 6   | Rosario Central             | 34    | 14 | 10  | 10  | 38  | 51   | 39    |
| 7   | Newell’s Old Boys           | 34    | 13 | 12  | 9   | 38  | 49   | 49    |
| 8   | Chacarita Juniors           | 34    | 13 | 11  | 10  | 37  | 46   | 41    |
| 9   | Boca Juniors                | 34    | 12 | 12  | 10  | 36  | 56   | 44    |
| 10  | CA Colón                    | 34    | 14 | 8   | 12  | 36  | 51   | 52    |
| 11  | Independiente               | 34    | 12 | 11  | 11  | 35  | 47   | 48    |
| 12  | Argentinos Juniors          | 34    | 10 | 14  | 10  | 34  | 52   | 37    |
| 13  | Estudiantes La Plata        | 34    | 14 | 5   | 15  | 33  | 40   | 52    |
| 14  | Atlanta Buenos Aires        | 34    | 12 | 7   | 15  | 31  | 43   | 54    |
| 15  | Gimnasia y Esgrima La Plata | 34    | 8  | 10  | 16  | 26  | 40   | 55    |
| 16  | Ferro Carril Oeste          | 34    | 6  | 12  | 16  | 24  | 39   | 55    |
| 17  | Club Atlético Lanús         | 34    | 3  | 6   | 25  | 12  | 35   | 71    |
| 18  | CA Banfield                 | 34    | 7  | 7   | 20  | 0*  | 25   | 53    |

- Klub CA Banfield ukarany odjęciem 36 punktów. Ponieważ zdobył tylko 21, pozostało do odjęcia 15 punktów

Mistrzem Argentyny Metropolitano w roku 1972 został klub San Lorenzo de Almagro.
Turniej Reclasificatorio zdecydował o tym, które dwa kluby argentyńskie spadną do drugiej ligi
| Poz | Klub                        | Mecze | Zw | Rem | Por | Pkt | BrZd | BrStr |
| --- | --------------------------- | ----- | -- | --- | --- | --- | ---- | ----- |
| 1   | Ferro Carril Oeste          | 5     | 3  | 2   | 0   | 8   | 16   | 10    |
| 2   | Atlanta Buenos Aires        | 5     | 2  | 1   | 2   | 5   | 14   | 12    |
| 3   | Gimnasia y Esgrima La Plata | 5     | 1  | 2   | 2   | 4   | 9    | 12    |
| 4   | Estudiantes La Plata        | 5     | 1  | 2   | 2   | 4   | 4    | 11    |
| 5   | Club Atlético Lanús         | 5     | 0  | 2   | 3   | 2   | 4    | 8     |
| 6   | CA Banfield                 | 5     | 2  | 3   | 0   | 0   | 15   | 9     |

- CA Banfield – odjęto 7 punktów

Do drugiej ligi spadły dwa ostatnie kluby turnieju Reclasificatorio – Club Atlético Lanús i CA Banfield.

### Klasyfikacja strzelców bramek Metropolitano 1972
| Gole | Piłkarz         | Klub                   |
| ---- | --------------- | ---------------------- |
| 21   | Miguel Brindisi | CA Huracán             |
| 17   | Roque Avallay   | CA Huracán             |
| 16   | Carlos Bianchi  | CA Vélez Sarsfield     |
| 16   | Hugo Curioni    | Boca Juniors           |
| 15   | Rubén Ayala     | San Lorenzo de Almagro |

## Campeonato Nacional 1972
W Campeonato Nacional wzięło udział 26 klubów – 18 klubów biorących udział w mistrzostwach Metropolitano oraz 8 klubów z prowincji. Prowincjonalna ósemka została wyłoniona podczas rozgrywek klasyfikacyjnych klubów które wygrały swoje ligi prowincjonalne w roku 1971. W sezonie 1972 w mistrzostwach Nacional wzięły udział następujące kluby z regionu stołecznego (Metropolitano): San Lorenzo de Almagro, River Plate, CA Vélez Sarsfield, Atlanta Buenos Aires, Rosario Central, Independiente, Club Atlético Lanús, Gimnasia y Esgrima La Plata, Boca Juniors, CA Colón, Argentinos Juniors, CA Huracán, Racing Club de Avellaneda, CA Banfield, Ferro Carril Oeste, Chacarita Juniors, Estudiantes La Plata, Newell’s Old Boys.
Do pierwszej ligi mistrzostw Nacional w sezonie 1972 zakwalifikowały się następujące kluby z prowincji: Bartolomé Mitre Posadas, Belgrano Córdoba, Desamparados San Juan, Gimnasia y Esgrima Mendoza, Independiente Trelew, San Lorenzo Mar del Plata, San Martín Mendoza, San Martín Tucumán.
W fazie grupowej 26 uczestników podzielono na 2 grupy A i B po 13 klubów w każdej grupie. Mecze w grupach rozegrano systemem każdy z każdym po jednym meczu, bez rewanżów. Ponieważ liczba klubów w każdej grupie była nieparzysta, dodatkowo rozgrywano mecze międzygrupowe między pauzującymi klubami, dlatego każdy z klubów w fazie grupowej zaliczył po 13 meczów. Z obu grup do fazy pucharowej awansowały 3 drużyny z największym dorobkiem punktowym. Drużyna z największą ilością punktów automatycznie zakwalifikowała się do finału, a dwie pozostałe stoczyły półfinałowy pojedynek, którego zwycięzca kwalifikował się jako drugi klub do finału. Zwycięzca finału zdobył tytuł mistrza Argentyny Nacional, a przegrany – tytuł wicemistrza.

### Kolejka 1
Grupa A
| Data                 | Mecz |
| -------------------- | --- |
| 13 października 1972 | CA Vélez Sarsfield – Gimnasia y Esgrima La Plata 1:0 Adolfo Mecca |
| 15 października 1972 | San Lorenzo Mar del Plata – Atlanta Buenos Aires 3:0 Norberto Eresuma, Juan D. Loyola (k), Héctor Buyatti mecz rozegrany został na stadionie Estadio General San Martín |
| 15 października 1972 | San Martín Tucumán – Rosario Central 0:2 Carlos A. Colman, Silvio Fogel                                                                                                 |
| 15 października 1972 | San Lorenzo de Almagro – Bartolomé Mitre Posadas 3:1 Enrique Chazarreta (k), Victorio Cocco, Ramón A. Heredia - Fabián Benítez                                          |
| 15 października 1972 | Independiente – Club Atlético Lanús 1:3 Víctor H. Palomba - Víctor Donato, Miguel A. Lencina, Norberto Sicilia                                                          |
| 15 października 1972 | San Martín Mendoza – Independiente Trelew 1:0 Juan F. Barroso mecz rozegrany został na stadionie klubu Independiente Rivadavia                                          |

Grupa B
| Data                 | Mecz |
| -------------------- | --- |
| 15 października 1972 | CA Colón – CA Huracán 2:1 Edgardo Di Meola, Carlos Trullet - Eduardo Quiroga                                                                    |
| 15 października 1972 | Newell’s Old Boys – Belgrano Córdoba 1:3 Víctor H. Jara (k) - José O. Reinaldi (2), Carlos A. Guerini                                           |
| 15 października 1972 | CA Banfield – Racing Club de Avellaneda 4:2 Juan Taverna, Hugo Mateos (2), Silvio Sotelo - Jorge Kaliszuk, Enrique Wolff (k)                    |
| 15 października 1972 | Argentinos Juniors – Gimnasia y Esgrima Mendoza 1:1 Roberto Riestra - Juan C. Grudzien                                                          |
| 15 października 1972 | Chacarita Juniors – Desamparados San Juan 4:1 Leonardo Recúpero, Jorge Buzzo (k), Carlos A. Pandolfi, José Carlos Andrade “Zezinho” - Isaac Paz |
| 15 października 1972 | Estudiantes La Plata – Ferro Carril Oeste 0:0                                                                                                   |

Mecz międzygrupowy
| Data                 | Mecz |
| -------------------- | --- |
| 15 października 1972 | River Plate – Boca Juniors 5:4 Ernesto Mastrángelo, Oscar Más (2), Carlos Morete (2) - Hugo Curioni, Ramón Ponce, Osvaldo Potente (2) mecz rozegrany został na stadionie klubu Vélez Sarsfield |

### Kolejka 2
Grupa A
| Data                 | Mecz |
| -------------------- | --- |
| 22 października 1972 | Gimnasia y Esgrima La Plata – San Martín Tucumán 2:0 Hugo Pedraza (k), Juan A. Luñiz                                             |
| 22 października 1972 | Independiente Trelew – San Lorenzo de Almagro 0:1 Enrique Chazarreta                                                             |
| 22 października 1972 | Bartolomé Mitre Posadas – River Plate 1:7 Federico Horster (k) - Carlos Morete (3), Oscar Más (3), Carlos A. López               |
| 22 października 1972 | Atlanta Buenos Aires – Independiente 1:1 Alejandro Onnis - Agustín Balbuena                                                      |
| 22 października 1972 | Rosario Central – San Lorenzo Mar del Plata 5:0 Jorge J. González, Aurelio Pascuttini, Daniel Killer, Silvio Fogel, Ramón Bóveda |
| 22 października 1972 | Club Atlético Lanús – San Martín Mendoza 2:3 Ernesto Suárez, Ricardo Ferlich - Juan C. Oleniak, Luis Márquez, Juan F. Barroso    |

Grupa B
| Data                 | Mecz |
| -------------------- | --- |
| 20 października 1972 | Boca Juniors – CA Colón 4:0 Edgar Fernández s, Hugo Curioni (k), Humberto Zuccarelli s, Alberto D. Romero                                                                  |
| 22 października 1972 | CA Huracán – Argentinos Juniors 1:1 Miguel Brindisi - Carlos A. Caputo |
| 22 października 1972 | Racing Club de Avellaneda – Chacarita Juniors 1:0 Daniel Onega |
| 22 października 1972 | Belgrano Córdoba – Estudiantes La Plata 1:1 Carlos A. Guerini - Camilo Aguilar                                                                                             |
| 22 października 1972 | Gimnasia y Esgrima Mendoza – CA Banfield 2:2 Juan C. Ibáñez (k), Oscar Paiva - Hugo Mateos, Juan Taverna mecz rozegrany został na stadionie klubu Godoy Cruz Antonio Tomba |
| 22 października 1972 | Desamparados San Juan – Newell’s Old Boys 1:1 Leónidas del Valle - Oscar M. Cáceres                                                                                        |

Mecz międzygrupowy
| Data                 | Mecz |
| -------------------- | --- |
| 22 października 1972 | CA Vélez Sarsfield – Ferro Carril Oeste 2:1 Miguel Benito, Julio Asad - Rubén Del Grosso mecz rozegrany został na stadionie klubu San Lorenzo de Almagro |

### Kolejka 3
Grupa A
| Data                 | Mecz |
| -------------------- | --- |
| 28 października 1972 | Independiente – Rosario Central 1:1 Ricardo Pavoni (k) - Ángel Landucci                                                                                   |
| 29 października 1972 | San Lorenzo Mar del Plata – Gimnasia y Esgrima La Plata 1:0 Jorge Maldonado mecz rozegrany został na stadionie Estadio General San Martín                 |
| 29 października 1972 | River Plate – Independiente Trelew 8:0 Norberto Alonso (3, 3k), Carlos A. López (2), Carlos Morete, Oscar Más, Pablo Zuccarini                            |
| 29 października 1972 | San Martín Mendoza – Atlanta Buenos Aires 1:1 Francisco Monárdez (k) - Antonio Vergara s mecz rozegrany został na stadionie klubu Independiente Rivadavia |
| 29 października 1972 | San Martín Tucumán – CA Vélez Sarsfield 0:0 |
| 29 października 1972 | San Lorenzo de Almagro – Club Atlético Lanús 5:0 Victorio Cocco (2),, Rubén H. Ayala (3)                                                                  |

Grupa B
| Data                 | Mecz |
| -------------------- | --- |
| 27 października 1972 | CA Banfield – CA Huracán 3:4 Félix Leeb (2), Juan Taverna - Miguel Brindisi (2), Roque Avallay, Omar Larrosa                                                             |
| 29 października 1972 | Argentinos Juniors – Boca Juniors 2:3 José Pekerman, Horacio Cordero (k) - Ramón Ponce, Hugo Curioni (2, 1k) mecz rozegrany został na stadionie klubu CA Vélez Sarsfield |
| 29 października 1972 | Newell’s Old Boys – Racing Club de Avellaneda 0:1 Enrique Wolff (k) |
| 29 października 1972 | Ferro Carril Oeste – Belgrano Córdoba 1:1 César Lorea - José O. Reinaldi                                                                                                 |
| 29 października 1972 | Chacarita Juniors – Gimnasia y Esgrima Mendoza 0:0 |
| 29 października 1972 | Estudiantes La Plata – Desamparados San Juan 0:0 |

Mecz międzygrupowy
| Data                 | Mecz                                                                                |
| -------------------- | ----------------------------------------------------------------------------------- |
| 29 października 1972 | Bartolomé Mitre Posadas – CA Colón 1:2 Manuel Ríos - César Brítez, Edgardo Di Meola |

### Kolejka 4
Grupa A
| Data             | Mecz |
| ---------------- | --- |
| 1 listopada 1972 | Club Atlético Lanús – River Plate 1:2 Víctor Donato - René Daulte, Carlos Morete                        |
| 1 listopada 1972 | Gimnasia y Esgrima La Plata – Independiente 1:1 Eduardo Marasco - Ricardo Pavoni                        |
| 1 listopada 1972 | CA Vélez Sarsfield – San Lorenzo Mar del Plata 4:0 Miguel A. Reguera, Carlos Bianchi (2), Miguel Benito |
| 1 listopada 1972 | Atlanta Buenos Aires – San Lorenzo de Almagro 0:1 Rubén Glaría                                          |
| 1 listopada 1972 | Independiente Trelew – Bartolomé Mitre Posadas 2:2 Jorge Bersán (2) - Juan A. Giménez, Federico Horster |
| 1 listopada 1972 | Rosario Central – San Martín Mendoza 3:1 Aurelio Pascuttini (2, 2k), Jorge Carrascosa - Luis Márquez    |

Grupa B
| Data             | Mecz |
| ---------------- | --- |
| 1 listopada 1972 | Gimnasia y Esgrima Mendoza – Newell’s Old Boys 5:2 Víctor Legrotaglie, Juan c. Ibáñez (k), Juan C. Grudzien (2), Miguel A.Patire - Víctor H. Jara, Jorge Latini mecz rozegrany został na stadionie klubu Godoy Cruz Antonio Tomba |
| 1 listopada 1972 | CA Colón – Argentinos Juniors 1:0 Edgardo Di Meola |
| 1 listopada 1972 | CA Huracán – Chacarita Juniors 1:1 Carlos Babington - Carlos M. García Cambón |
| 1 listopada 1972 | Boca Juniors – CA Banfield 2:0 Hugo Curioni (k), Enzo Ferrero |
| 1 listopada 1972 | Racing Club de Avellaneda – Estudiantes La Plata 1:0 Miguel A. Del Curto s |
| 1 listopada 1972 | Desamparados San Juan – Ferro Carril Oeste 0:0 |

Mecz międzygrupowy
| Data             | Mecz                                                                |
| ---------------- | ------------------------------------------------------------------- |
| 1 listopada 1972 | Belgrano Córdoba – San Martín Tucumán 3:0 Carlos A. Guerini (3, 1k) |

### Kolejka 5
Grupa A
| Data             | Mecz |
| ---------------- | --- |
| 3 listopada 1972 | San Lorenzo de Almagro – Rosario Central 1:1 Rubén Glaría - Silvio Fogel |
| 5 listopada 1972 | Independiente – CA Vélez Sarsfield 5:0 Eduardo Maglioni (2), Víctor Palomba (2), Ricardo Pavoni                                                                                   |
| 5 listopada 1972 | San Martín Mendoza – Gimnasia y Esgrima La Plata 4:0 Hugo Gottfrit s, Eusebio Ibáñez, Juan F. Barroso (2) mecz rozegrany został na stadionie klubu Independiente Rivadavia        |
| 5 listopada 1972 | River Plate – Atlanta Buenos Aires 1:1 Carlos Morete - José Pérez s |
| 5 listopada 1972 | Bartolomé Mitre Posadas – Club Atlético Lanús 0:1 Víctor Donato |
| 5 listopada 1972 | San Lorenzo Mar del Plata – San Martín Tucumán 2:1 Alejandro Mascareño, Juan D. Loyola - Miguel A. Mastrobernardino mecz rozegrany został na stadionie Estadio General San Martín |

Grupa B
| Data             | Mecz |
| ---------------- | --- |
| 5 listopada 1972 | Estudiantes La Plata – Gimnasia y Esgrima Mendoza 1:1 Francisco Galay - Juan C. Grudzien                                                                                            |
| 5 listopada 1972 | CA Banfield – CA Colón 2:2 Daniel Tagliani, Jorge Dompinguez - Humberto Zuccarelli (k), Gustavo Ripke                                                                               |
| 5 listopada 1972 | Belgrano Córdoba – Desamparados San Juan 3:3 Salvador Signorelli s, José O. Reinaldi, Carlos A. Guerini - Isaac Paz (2), Leónidas del Valle                                         |
| 5 listopada 1972 | Newell’s Old Boys – CA Huracán 1:2 Víctor H. Jara (k) - Carlos Babington (2) według RSSSF mecz przerwany został w 87 minucie przy stanie 1:2 – po meczu ustalono wynik na remis 1:1 |
| 5 listopada 1972 | Ferro Carril Oeste – Racing Club de Avellaneda 2:1 César Lorea, Gerónimo Saccardi - Juan C. Cárdenas                                                                                |
| 5 listopada 1972 | Chacarita Juniors – Boca Juniors 1:2 Carlos A. Pandolfi - Osvaldo Potente, Hugo Curioni                                                                                             |

Mecz międzygrupowy
| Data             | Mecz |
| ---------------- | --- |
| 5 listopada 1972 | Independiente Trelew – Argentinos Juniors 2:2 Fernando Cárdenas, Andrés Paz - Rafael Moreno, Aníbal Tortoriello |

### Kolejka 6
Grupa A
| Data             | Mecz |
| ---------------- | --- |
| 8 listopada 1972 | Rosario Central – River Plate 2:4 Silvio Fogel, Jorge Vázquez s - Ernesto Mastrángelo, Oscar Más, Norberto Alonso (k), Carlos Morete                                         |
| 8 listopada 1972 | San Martín Tucumán – Independiente 0:1 Agustín Balbuena |
| 8 listopada 1972 | CA Vélez Sarsfield – San Martín Mendoza 3:1 Alberto Ríos, Julio Asad (2) - Juan F. Barroso                                                                                   |
| 8 listopada 1972 | Club Atlético Lanús – Independiente Trelew 3:0 Víctor Donato, Juan C. Rojas, Ricardo Ferlich                                                                                 |
| 8 listopada 1972 | Atlanta Buenos Aires – Bartolomé Mitre Posadas 6:1 Alejandro Onnis (k), Héctor Candau, Aldo F. Rodríguez, Horacio Ibáñez, Juan A. Gómez Voglino, Julio Correa - Abel Recalde |
| 8 listopada 1972 | Gimnasia y Esgrima La Plata – San Lorenzo de Almagro 0:3 Rubén H. Ayala (2), Horacio Salinas                                                                                 |

Grupa B
| Data             | Mecz |
| ---------------- | --- |
| 8 listopada 1972 | Racing Club de Avellaneda – Belgrano Córdoba 2:0 Tomás Cuellar s, Juan C. Cárdenas                                                                                        |
| 8 listopada 1972 | CA Huracán – Estudiantes La Plata 5:1 Carlos Babington (2), Marcos Pereira Martins, Roque Avallay (2) - Pedro Verde                                                       |
| 8 listopada 1972 | Argentinos Juniors – CA Banfield 0:1 Hugo Mateos |
| 8 listopada 1972 | Boca Juniors – Newell’s Old Boys 3:0 Hugo Curioni (2), Enzo Ferrero |
| 8 listopada 1972 | Gimnasia y Esgrima Mendoza – Ferro Carril Oeste 2:1 Víctor Legrotaglie, Juan C. Ibáñez - Héctor Arregui mecz rozegrany został na stadionie klubu Godoy Cruz Antonio Tomba |
| 8 listopada 1972 | CA Colón – Chacarita Juniors 1:1 Humberto Zuccarelli (k) - Carlos M. García Cambón                                                                                        |

Mecz międzygrupowy
| Data             | Mecz                                                            |
| ---------------- | --------------------------------------------------------------- |
| 8 listopada 1972 | Desamparados San Juan – San Lorenzo Mar del Plata 1:0 Isaac Paz |

### Kolejka 7
Grupa A
| Data              | Mecz |
| ----------------- | --- |
| 10 listopada 1972 | Independiente – San Lorenzo Mar del Plata 4:1 Víctor H. Palomba (2), Manuel Magán, Agustín Balbuena - Juan D. Loyola (k)                                                      |
| 12 listopada 1972 | San Martín Mendoza – San Martín Tucumán 3:1 Eusebio Ibáñez, Juan F. Barroso (2) - Miguel A. Mastrobernardino mecz rozegrany został na stadionie klubu Independiente Rivadavia |
| 12 listopada 1972 | Independiente Trelew – Atlanta Buenos Aires 0:4 Miguel A. Pecoraro, Horacio Ibáñez, Alejandro Onnis, Héctor Candau                                                            |
| 12 listopada 1972 | San Lorenzo de Almagro – CA Vélez Sarsfield 3:1 Ramón Heredia (2), Enrique Chazarreta (k) - Julio Asad                                                                        |
| 12 listopada 1972 | Bartolomé Mitre Posadas – Rosario Central 2:1 Manuel A. Ríos, Juan C. Ramírez - Carlos Aimar                                                                                  |
| 12 listopada 1972 | River Plate – Gimnasia y Esgrima La Plata 5:2 Oscar Más (2), Norberto Alonso (2), Ernesto Mastrángelo - Eduardo Marasco, Isidoro Leiva                                        |

Grupa B
| Data              | Mecz |
| ----------------- | --- |
| 12 listopada 1972 | Ferro Carril Oeste – CA Huracán 2:4 César Lorea, Ricardo Etcheverry - Carlos A. Leone, Roque Avallay, Miguel Brindisi (k), Eduardo Quiroga |
| 12 listopada 1972 | Desamparados San Juan – Racing Club de Avellaneda 1:0 Juan I. Lizzi                                                                        |
| 12 listopada 1972 | Belgrano Córdoba – Gimnasia y Esgrima Mendoza 1:0 Carlos A. Guerini                                                                        |
| 12 listopada 1972 | Estudiantes La Plata – Boca Juniors 0:2 Osvaldo Potente, Hugo Curioni                                                                      |
| 12 listopada 1972 | Chacarita Juniors – Argentinos Juniors 0:1 Rafael Zuviría                                                                                  |
| 12 listopada 1972 | Newell’s Old Boys – CA Colón 0:1 Daniel Olivares według RSSSF mecz rozegrany został na stadionie klubu Rosario Central                     |

Mecz międzygrupowy
| Data              | Mecz                                                                                     |
| ----------------- | ---------------------------------------------------------------------------------------- |
| 12 listopada 1972 | Club Atlético Lanús – CA Banfield 0:0 mecz rozegrany został na stadionie klubu Los Andes |

### Kolejka 8
Grupa A
| Data              | Mecz |
| ----------------- | --- |
| 19 listopada 1972 | CA Vélez Sarsfield – River Plate 1:2 Carlos Bianchi - Joaquín P. Martínez, Jorge Dominichi |
| 19 listopada 1972 | San Lorenzo Mar del Plata – San Martín Mendoza 4:5 Juan D. Loyola (2, 1k), Norberto Eresuma, Manuel Zurita - José A. Tébez, Nelson López s, Juan F. Barroso, Héctor Millicay (2) mecz rozegrany został na stadionie Estadio General San Martín |
| 19 listopada 1972 | Rosario Central – Independiente Trelew 6:1 Aldo P. Poy (2), Carlos Aimar, Silvio Fogel (2), Ramón Bóveda - Ángel Behr |
| 19 listopada 1972 | Gimnasia y Esgrima La Plata – Bartolomé Mitre Posadas 0:0 |
| 19 listopada 1972 | Atlanta Buenos Aires – Club Atlético Lanús 4:1 Alejandro Onnis (k), Horacio Ibáñez (2), Juan A. Gómez Voglino - Víctor Donato (k) |
| 19 listopada 1972 | San Martín Tucumán – San Lorenzo de Almagro 0:1 Enrique Chazarreta |

Grupa B
| Data              | Mecz |
| ----------------- | --- |
| 17 listopada 1972 | Boca Juniors – Ferro Carril Oeste 2:1 Osvaldo Potente, Alberto D. Romero - Héctor Arregui |
| 19 listopada 1972 | CA Huracán – Belgrano Córdoba 1:1 Francisco Russo - Carlos A. Guerini |
| 19 listopada 1972 | Argentinos Juniors – Newell’s Old Boys 3:2 Juan C. Marenda, Horacio Cordero (k), Carlos A. Caputo - Daniel Marangoni (2)                                                                                         |
| 19 listopada 1972 | Gimnasia y Esgrima Mendoza – Desamparados San Juan 2:3 Juan C. Ibáñez (k), Luis E. Castellanos - Isaac Paz, Leónidas del Valle, Luis A. Cortez mecz rozegrany został na stadionie klubu Godoy Cruz Antonio Tomba |
| 19 listopada 1972 | CA Colón – Estudiantes La Plata 3:1 César Brítez (2), Humberto Zuccarelli (k) - Camilo Aguilar |
| 19 listopada 1972 | CA Banfield – Chacarita Juniors 0:2 Jorge Buzzo, Carlos A. Pandolfi mecz przerwany w 70 minucie – dokończony 22 listopada 1972                                                                                   |
| 22 listopada 1972 | CA Banfield – Chacarita Juniors 0:3 Jorge Buzzo, Carlos A. Pandolfi, ? dokończenie 20 minut z 19 listopada 1972                                                                                                  |

Mecz międzygrupowy
| Data              | Mecz |
| ----------------- | --- |
| 19 listopada 1972 | Independiente – Racing Club de Avellaneda 1:2 Ricardo Bochini - Osvaldo Lamelza, Juan C. Cárdenas mecz rozegrany został na stadionie klubu Boca Juniors |

### Kolejka 9
Grupa A
| Data              | Mecz |
| ----------------- | --- |
| 24 listopada 1972 | River Plate – San Martín Tucumán 3:1 Oscar Más (2), Carlos Morete - Oscar Fabbiani                                                           |
| 26 listopada 1972 | San Martín Mendoza – Independiente 1:1 Luis Márquez (k) - Dante Mírcoli (k) mecz rozegrany został na stadionie klubu Independiente Rivadavia |
| 26 listopada 1972 | Club Atlético Lanús – Rosario Central 1:1 Juan C. Fiore - Aurelio Pascuttini (k)                                                             |
| 26 listopada 1972 | Independiente Trelew – Gimnasia y Esgrima La Plata 0:1 Walter Durso                                                                          |
| 26 listopada 1972 | San Lorenzo de Almagro – San Lorenzo Mar del Plata 0:0                                                                                       |
| 26 listopada 1972 | Bartolomé Mitre Posadas – CA Vélez Sarsfield 1:3 Agustín Duarte Villar - Luis Oruezábal (2), Adolfo Mecca                                    |

Grupa B
| Data              | Mecz |
| ----------------- | --- |
| 26 listopada 1972 | Ferro Carril Oeste – CA Colón 2:1 Luis Papandrea, Gerónimo Saccardi (k) - Humberto Zuccarelli |
| 26 listopada 1972 | Desamparados San Juan – CA Huracán 2:3 Salvador Spadano, Isaac Paz - Carlos Babington, Miguel Brindisi, Roberto C. Cabral                                                                                          |
| 26 listopada 1972 | Racing Club de Avellaneda – Gimnasia y Esgrima Mendoza 4:1 Osvaldo Lamelza (2), Enrique Wolff (k), Alberto M. Jorge - Luis E. Castellanos                                                                          |
| 26 listopada 1972 | Newell’s Old Boys – CA Banfield 7:2 Daniel Marangoni (3), Ángel Silva (k), José L. Giusti, Juan R. Rocha, Miguel A. Papalardo - Juan Taverna, Hugo Mateos mecz rozegrany został na stadionie klubu Rosario Central |
| 26 listopada 1972 | Estudiantes La Plata – Argentinos Juniors 3:4 Daniel Romeo, Francisco Galay (2, 1k) - Horacio Cordero, Eduardo Cicarello, Alberto Tardivo, Aníbal Tortoriello                                                      |
| 26 listopada 1972 | Belgrano Córdoba – Boca Juniors 2:2 Carlos A. Guerini (2, 1k) - Ignacio Peña, Osvaldo Potente |

Mecz międzygrupowy
| Data              | Mecz                                                                                |
| ----------------- | ----------------------------------------------------------------------------------- |
| 26 listopada 1972 | Atlanta Buenos Aires – Chacarita Juniors 1:1 Alejandro Onnis k - Carlos A. Pandolfi |

### Kolejka 10
Grupa A
| Data              | Mecz |
| ----------------- | --- |
| 29 listopada 1972 | San Lorenzo Mar del Plata – River Plate 2:3 Norberto Eresuma, Osvaldo Mosconi - Carlos A. López, Joaquín P. Martínez, Norberto Alonso mecz rozegrany został na stadionie Estadio General San Martín |
| 29 listopada 1972 | CA Vélez Sarsfield – Independiente Trelew 7:1 Alberto Ríos, Héctor Bentrón (2), Carlos Bianchi (3), Luis Oruezábal - Alberto Parsechian (k)                                                         |
| 29 listopada 1972 | San Martín Tucumán – Bartolomé Mitre Posadas 3:1 Jorge R. Cáceres (2), Miguel A. Pérez - Ramón Noguera                                                                                              |
| 29 listopada 1972 | Independiente – San Lorenzo de Almagro 1:3 Agustín Balbuena - Rubén H. Ayala (2), Victorio Cocco |
| 29 listopada 1972 | Gimnasia y Esgrima La Plata – Club Atlético Lanús 1:1 Walter Durso - Horacio Gavuzzo |
| 29 listopada 1972 | Rosario Central – Atlanta Buenos Aires 1:3 Aldo P. Poy - Horacio Ibáñez, Juan A. Gómez Voglino (2, 1k)                                                                                              |

Grupa B
| Data              | Mecz |
| ----------------- | --- |
| 29 listopada 1972 | CA Colón – Belgrano Córdoba 2:0 Edgardo Di Meola, José L. Córdoba                                           |
| 29 listopada 1972 | CA Huracán – Racing Club de Avellaneda 2:2 Miguel Brindisi (2, 1k) - Carlos A. Leone s, Daniel Onega        |
| 29 listopada 1972 | Boca Juniors – Desamparados San Juan 2:1 Roberto Rogel, Hugo Curioni - Carlos Massud                        |
| 29 listopada 1972 | Chacarita Juniors – Newell’s Old Boys 3:2 Jorge Buzzo (2), Héctor Martiarena - Ángel Silva, Arsenio Ribecca |
| 29 listopada 1972 | CA Banfield – Estudiantes La Plata 2:0 Juan Taverna (2, 1k)                                                 |
| 29 listopada 1972 | Argentinos Juniors – Ferro Carril Oeste 2:1 Rafael Zuviría, Eduardo Cicarello - Luis Papandrea              |

Mecz międzygrupowy
| Data              | Mecz |
| ----------------- | --- |
| 29 listopada 1972 | San Martín Mendoza – Gimnasia y Esgrima Mendoza 2:2 Pedro Burgos, Juan C. Ibáñez k - Antonio Vergara, Juan F. Barroso mecz rozegrany został na stadionie klubu Godoy Cruz Antonio Tomba |

### Kolejka 11
Grupa A
| Data           | Mecz |
| -------------- | --- |
| 1 grudnia 1972 | San Lorenzo de Almagro – San Martín Mendoza 3:0 Ramón Heredia, Enrique Chazarreta (k), Roberto Telch                                        |
| 3 grudnia 1972 | River Plate – Independiente 7:2 Raúl Giustozzi, Carlos Morete (3),Norberto Alonso (2), Víctor Marchetti - Oscar Doboletta, Eduardo Maglioni |
| 3 grudnia 1972 | Bartolomé Mitre Posadas – San Lorenzo Mar del Plata 1:2 Manuel A. Ríos - Juan D. Loyola, Héctor Buyatti                                     |
| 3 grudnia 1972 | Independiente Trelew – San Martín Tucumán 1:3 Francisco Fiandino (k) - Jorge R. Cáceres, Miguel A. Toledo, Miguel A. Pérez                  |
| 3 grudnia 1972 | Club Atlético Lanús – CA Vélez Sarsfield 2:4 Ricardo Ferlich, Juan C. Rojas - Julio Asad, Adolfo Mecca, Carlos Bianchi (2)                  |
| 3 grudnia 1972 | Atlanta Buenos Aires – Gimnasia y Esgrima La Plata 4:1 Horacio Ibáñez, Rubén Cano, Osvaldo Cerqueiro, ? - Néstor Gómez                      |

Grupa B
| Data           | Mecz |
| -------------- | --- |
| 3 grudnia 1972 | Racing Club de Avellaneda – Boca Juniors 2:3 Osvaldo Lamelza, Daniel Onega - Roberto Mouzo, Osvaldo Potente, Hugo Curioni                    |
| 3 grudnia 1972 | Belgrano Córdoba – Argentinos Juniors 0:1 Rafael Zuviría                                                                                     |
| 3 grudnia 1972 | Estudiantes La Plata – Chacarita Juniors 3:2 Pedro Verde (2), Francisco Galay - Rodolfo Fucceneco, Jorge Buzzo                               |
| 3 grudnia 1972 | Desamparados San Juan – CA Colón 2:1 Leónidas del Valle (2) - Edgardo Di Meola mecz rozegrany został na stadionie klubu San Martín San Juan  |
| 3 grudnia 1972 | Gimnasia y Esgrima Mendoza – CA Huracán 0:2 Roque Avallay, Miguel Brindisi mecz rozegrany został na stadionie klubu Godoy Cruz Antonio Tomba |
| 3 grudnia 1972 | Ferro Carril Oeste – CA Banfield 4:2 Carlos A. Vidal, Héctor Arregui (2, 1k), Marcelo Moreno - Jorge Domínguez, Juan Taverna                 |

Mecz międzygrupowy
| Data           | Mecz                                                  |
| -------------- | ----------------------------------------------------- |
| 3 grudnia 1972 | Newell’s Old Boys – Rosario Central 1:0 Juan R. Rocha |

### Kolejka 12
Grupa A
| Data           | Mecz |
| -------------- | --- |
| 6 grudnia 1972 | San Martín Mendoza – River Plate 4:1 Juan V. Guzmán, Juan F. Barroso, Rolando Gramari, Luis Márquez (k) - Oscar Más mecz rozegrany został na stadionie klubu Independiente Rivadavia |
| 6 grudnia 1972 | San Lorenzo Mar del Plata – Independiente Trelew 8:3 Juan D. Loyola (k), Hipólito Rojas, Alejandro Mascareño, Norberto Eresuma (3), Alberto Manicler s, Héctor Buyatti - Jorge Bersán, Alberto Parsechián (k), José L. Montero mecz rozegrany został na stadionie Estadio General San Martín |
| 6 grudnia 1972 | Independiente – Bartolomé Mitre Posadas 5:0 Carlos A. Bulla, Eduardo Maglioni (2), Agustín Balbuena (2) |
| 6 grudnia 1972 | CA Vélez Sarsfield – Atlanta Buenos Aires 3:1 Carlos Bianchi (2), Miguel Benito - Juan A. Gómez Voglino |
| 6 grudnia 1972 | San Martín Tucumán – Club Atlético Lanús 1:1 Jorge R. Cáceres (k) - Néstor Barú |
| 6 grudnia 1972 | Gimnasia y Esgrima La Plata – Rosario Central 1:3 Walter Durso (k) - Leopoldo J. Luque (2), Silvio Fogel |

Grupa B
| Data           | Mecz |
| -------------- | --- |
| 6 grudnia 1972 | CA Colón – Racing Club de Avellaneda 2:1 Humberto Zuccarelli (k), Ernesto J. Álvarez - Jorge J. Benítez                                                     |
| 6 grudnia 1972 | Argentinos Juniors – Desamparados San Juan 7:0 Horacio Cordero (2), Horacio J. Rodríguez, Rafael Zuviría, Eduardo Cicarello, Alberto Tardivo, Rafael Moreno |
| 6 grudnia 1972 | Chacarita Juniors – Ferro Carril Oeste 2:2 Carlos A. Pandolfi, Jorge Buzzo - César Lorea, Pedro A. Gallina                                                  |
| 6 grudnia 1972 | Boca Juniors – Gimnasia y Esgrima Mendoza 1:1 Hugo Curioni - Ángel Aguirre                                                                                  |
| 6 grudnia 1972 | CA Banfield – Belgrano Córdoba 3:1 Juan Taverna (3) - Carlos A. Guerini                                                                                     |
| 6 grudnia 1972 | Newell’s Old Boys – Estudiantes La Plata 0:1 Camilo Aguilar                                                                                                 |

Mecz międzygrupowy
| Data           | Mecz |
| -------------- | --- |
| 6 grudnia 1972 | San Lorenzo de Almagro – CA Huracán 3:0 Ramón Heredia (2), Enrique Chazarreta k mecz rozegrany został na stadionie klubu Racing |

### Kolejka 13
Grupa A
| Data            | Mecz |
| --------------- | --- |
| 10 grudnia 1972 | Independiente Trelew – Independiente 0:0 |
| 10 grudnia 1972 | River Plate – San Lorenzo de Almagro 2:2 Carlos Morete, Oscar Más - Roberto Telch, Rubén H. Ayala                                                    |
| 10 grudnia 1972 | Club Atlético Lanús – San Lorenzo Mar del Plata 1:1 Néstor Barú - Domingo Giannini według RSSSF mecz rozegrany został na stadionie klubu CA Banfield |
| 10 grudnia 1972 | Rosario Central – CA Vélez Sarsfield 2:2 Leopoldo J. Luque, Silvio Fogel - Miguel Benito, Carlos Bianchi (k)                                         |
| 10 grudnia 1972 | Atlanta Buenos Aires – San Martín Tucumán 5:0 Rubén Cano, Alejandro Onnis, Héctor Candau, Osvaldo Cerqueiro (2, 1k)                                  |
| 10 grudnia 1972 | Bartolomé Mitre Posadas – San Martín Mendoza 0:1 Juan F. Barroso                                                                                     |

Grupa B
| Data            | Mecz |
| --------------- | --- |
| 8 grudnia 1972  | Racing Club de Avellaneda – Argentinos Juniors 1:2 Enrique Wolff (k) - Horacio Cordero (2, 1k)                                                                         |
| 10 grudnia 1972 | CA Huracán – Boca Juniors 0:1 Rubén Galletti |
| 10 grudnia 1972 | Gimnasia y Esgrima Mendoza – CA Colón 1:3 Juan C. Ibáñez (k) - José L. Córdoba, Edgardo Di Meola (2) mecz rozegrany został na stadionie klubu Godoy Cruz Antonio Tomba |
| 10 grudnia 1972 | Belgrano Córdoba – Chacarita Juniors 3:1 Dante Llorens (2), Carlos A. Guerini - Carlos M. García Cambón                                                                |
| 10 grudnia 1972 | Ferro Carril Oeste – Newell’s Old Boys 3:1 Luis Papandrea, Héctor Arregui (k), Gerónimo Saccardi - Carlos Picerni                                                      |
| 10 grudnia 1972 | Desamparados San Juan – CA Banfield 0:2 Domingo Betuchi, Juan Taverna mecz rozegrany został na stadionie klubu San Martín San Juan                                     |

Mecz międzygrupowy
| Data            | Mecz |
| --------------- | --- |
| 10 grudnia 1972 | Gimnasia y Esgrima La Plata – Estudiantes La Plata 4:1 Néstor Gómez, Eduardo Marasco, Walter Durso (2) - Francisco Galay k |

### Tabele
| Poz | Klub                        | Mecze | Zw | Rem | Por | Pkt | BrZd | BrStr |
| --- | --------------------------- | ----- | -- | --- | --- | --- | ---- | ----- |
| 1   | San Lorenzo de Almagro      | 13    | 10 | 3   | 0   | 23  | 29   | 6     |
| 2   | River Plate                 | 13    | 10 | 2   | 1   | 22  | 50   | 23    |
| 3   | CA Vélez Sarsfield          | 13    | 8  | 2   | 3   | 18  | 31   | 19    |
| 4   | San Martín Mendoza          | 13    | 7  | 3   | 3   | 17  | 27   | 21    |
| 5   | Atlanta Buenos Aires        | 13    | 6  | 4   | 3   | 16  | 31   | 15    |
| 6   | Rosario Central             | 13    | 5  | 4   | 4   | 14  | 28   | 18    |
| 7   | Independiente               | 13    | 4  | 5   | 4   | 13  | 24   | 20    |
| 8   | San Lorenzo Mar del Plata   | 13    | 5  | 2   | 6   | 12  | 24   | 28    |
| 9   | Club Atlético Lanús         | 13    | 3  | 5   | 5   | 11  | 17   | 23    |
| 10  | Gimnasia y Esgrima La Plata | 13    | 3  | 3   | 7   | 9   | 13   | 24    |
| 11  | San Martín Tucumán          | 13    | 2  | 2   | 9   | 6   | 10   | 25    |
| 12  | Bartolomé Mitre Posadas     | 13    | 1  | 2   | 10  | 4   | 11   | 36    |
| 13  | Independiente Trelew        | 13    | 0  | 3   | 10  | 3   | 10   | 46    |

| Poz | Klub                       | Mecze | Zw | Rem | Por | Pkt | BrZd | BrStr |
| --- | -------------------------- | ----- | -- | --- | --- | --- | ---- | ----- |
| 1   | Boca Juniors               | 13    | 10 | 2   | 1   | 22  | 31   | 15    |
| 2   | CA Colón                   | 13    | 8  | 2   | 3   | 18  | 21   | 16    |
| 3   | Argentinos Juniors         | 13    | 7  | 3   | 3   | 17  | 26   | 16    |
| 4   | CA Huracán                 | 13    | 6  | 4   | 3   | 16  | 26   | 20    |
| 5   | Racing Club de Avellaneda  | 13    | 6  | 1   | 6   | 13  | 20   | 18    |
| 6   | Belgrano Córdoba           | 13    | 4  | 5   | 4   | 13  | 19   | 18    |
| 7   | CA Banfield                | 13    | 5  | 3   | 5   | 13  | 23   | 27    |
| 8   | Ferro Carril Oeste         | 13    | 4  | 4   | 5   | 12  | 20   | 20    |
| 9   | Desamparados San Juan      | 13    | 4  | 4   | 5   | 12  | 15   | 25    |
| 10  | Chacarita Juniors          | 13    | 3  | 5   | 5   | 11  | 19   | 18    |
| 11  | Gimnasia y Esgrima Mendoza | 13    | 2  | 6   | 5   | 10  | 18   | 23    |
| 12  | Estudiantes La Plata       | 13    | 2  | 4   | 7   | 8   | 12   | 25    |
| 13  | Newell’s Old Boys          | 13    | 2  | 1   | 10  | 5   | 18   | 28    |

### 1/2 finału
| Data            | Mecz |
| --------------- | --- |
| 13 grudnia 1972 | River Plate – Boca Juniors 3:2 Ernesto Mastrángelo, Roberto Mouzo s, Carlos Morete - Roberto Rogel, Hugo Curioni mecz rozegrany został na stadionie klubu Vélez Sarsfield |

### Finał
| Data            | Mecz |
| --------------- | --- |
| 17 grudnia 1972 | San Lorenzo de Almagro – River Plate 1:0(dog) mecz rozegrany został na stadionie klubu Vélez Sarsfield Sędzia: Goicoechea Bramki: 1:0 Luciano Figueroa 102 Club Atlético San Lorenzo de Almagro: Irusta – Rezza, Rosl, Villar, Espósito, Heredia – Luciano Figueroa (Ortiz), Telch, Ayala (Sanfilippo), Cocco, Chazarreta. Club Atlético River Plate: José Pérez – Dominichi, Giustozzi, Osvaldo Pérez (Carlos López), Vázquez, Daulte, Mastrángelo (Néstor Scotta), Juan López, Morete, Alonso, Más. |

San Lorenzo de Almagro został mistrzem Argentyny Nacional w roku 1972, ale ponieważ prawo gry w Copa Libertadores 1973 zapewnił już sobie jako mistrz Metropolitano, drugie miejsce w Copa Libertadores 1973 otrzymał wicemistrz Argentyny Nacional – River Plate.

### Klasyfikacja strzelców bramek Nacional 1972
| Gole | Piłkarz        | Klub               |
| ---- | -------------- | ------------------ |
| 14   | Carlos Morete  | River Plate        |
| 13   | Oscar Más      | River Plate        |
| 12   | Hugo Curioni   | Boca Juniors       |
| 12   | Carlos Guerini | Belgrano Córdoba   |
| 11   | Juan Barroso   | San Martín Mendoza |
| 11   | Carlos Bianchi | CA Vélez Sarsfield |
| 11   | Juan Taverna   | CA Banfield        |